# جاك ليمون
جون آهلر «جاك» ليمون الثالث (بالإنجليزية: Jack Lemmon)‏ (8 فبراير 1925 -27 يونيو 2001) ممثل أمريكي، مثل في أكثر من 60 فيلم منهم البعض يحبها ساخنة، مستر روبرتس ( الذي فاز عنه لجائزة الأوسكار لأفضل ممثل ثانوي عام 1955) و إنقاذ النمر ( الذي فاز عنه بـجائزة الأوسكار لأفضل ممثل عام 1973).

## نشأته
ولد جاك ليمون في مصعد في مستشفى نيوتون ويلسليى في نيوتون في ماساتشوستس , والده كان رئيس لشركة دونات , حلم جاك بأن يصبح ممثلا منذ فترة صباه، ودرس في أكاديمية فليبس وجامعة هارفارد وبعد الدراسة الجامعية التحق ليمون بالبحرية الأمريكية خلال الحرب العالمية الثانية. وبدأ مشواره الفني في التمثيل في الإذاعة والتلفزيون ومسرح برودواي.

## السيرة السينمائية
ظهر ليمون لأول مرة في عام 1949 بدور رسام في فيلم The Lady Takes a Sailor و لكن ظهوره الفعلي الأول كان في عام 1954 مع الممثلة جودي هوليداي في الفيلم الكوميدي It Should Happen to You , شارك ليمون بالتمثيل مع الكثير من رائدات هوليوود مثل مارلين مونرو و نتالي وود و دوريس داي وشيرلي ماكلين وريتا هيوارث وصوفيا لورين و عمل مع الكثير من الممثلين منهم كيفن سبيسي وتوني كيرتيس , و شكل ثنائي كوميدي مع والتر ماثو حيث شاركا سويا بأحدى عشرة فيلما.
أصبح الممثل المفضل لدى المخرج بيلي ويلدر و شارك معه بعدة أفلام مثل «البعض يفضلها ساخنة» و أيضا عمل ليمون مع المخرج بليك إدواردز لفترة طويلة

## حياته العملية

### 1949-1965: السنوات الأولى
كان أول دور له كبطل في الفيلم الكوميدي إت شود هابن تو يو (1954) الذي وضع أيضًا جودي هوليداي الفنانة الناشئة آنذاك في البطولة النسائية، وصف بوسلي كروثر ليمون في مقاله في نيويورك تايمز أنه يملك «شخصية دافئة مثيرة للإعجاب. عليه أن يظهر على الشاشة أكثر» سرعان ما اجتمع البطلان مرة أخرى في فيلم ففففت (1954 أيضًا). كان لكيم نوفاك دور ثانوي كحب قصير لشخصية ليمون. «لولا جودي، لم أكن لأجزم أنني كنت سأركز على الأفلام» هكذا أخبر واشنطن بوست عام 1986 قائلًا إنه في بداياته كان يُعلي الأفلام على المسرح. نجح في التفاوض على عقد مع كولومبيا مما أعطاه حرية متابعة مشاريع أخرى، وصف بعضها أنها «لم يحصل عليها أحد من قبل». وقع عقدًا لمدة سبع سنوات، لكن انتهى به الحال إلى البقاء مع كولومبيا لمدة عشر سنوات. حاز ليمون على جائزة الأوسكار لأفضل ممثل مساعد عن دوره في فيلم السيد روبرتس من وارنر بروذرذ (1955) كحامل للراية مع جايمس كاغني وهنري فوندا. قرر المخرج جون فورد أن يعطي دورًا لليمون بعدما رأى أداءه في اختبار الشاشة لكولومبيا، الذي كان من إخراج ريتشارد كين. أقنع فورد الممثل كي يظهر في الفيلم في لقاء جمعهما بالصدفة على الاستوديو بالرغم من أن ليمون لم يدرك أنه كان يحاور فورد آنذاك.
لعب ليمون دور الجندي الماكر في الفيلم الكوميدي العسكري أوبيريشن ماد بال (1957) الذي يقع في القاعدة العسكرية الأمريكية في فرنسا بعد الحرب العالمية الثانية. التقى بالكوميديان إرني كوفاكس، الذي كان مشاركًا في البطولة وصارا صديقين حميمين وظهرا معًا في فيلمين لاحقين؛ مشعوذ في بيل، بوك أند كاندل (1958، فيلمًا من الواضح أنه لم يعجبه) وفيلم إت هابند تو جاين (1959)، الثلاثة من إخراج ريتشارد كين. كان ليمون نجمًا لستة أفلام من إخراج كين. كانت الأفلام الأخرى ماي سيستر إيلين (1955)، ذا نوتريوس لاندلايدي (1962) وهاو تو ميردر يور وايف (1965).
عمل ليمون مع بيلي وايلدر في سبع أفلام. بدأ ارتباطهم بفيلم البعض يفضلونها ساخنة (1959) مع توني كرتيس ومارلين مونرو. تطلب منه الدور أن يؤدي 80% من المشاهد في ملابس النساء. قال الذين كانوا يعرفون أمه، ميل ليمون، أنه كان يقلد شخصيتها وحتى تصفيفة شعرها. قالت الناقدة باولين كايل أنه كان «مضحكًا للغاية» في هذا الجزء. استمرت سلسلة الأفلام مع وايلدر مع الشقة (1960) وإيرما لا دوس (1963)، الذي تشارك في بطولته مع شيرلي ماكلين. رُشح للأوسكار لدوريه في البعض يفضلونها ساخنة والشقة. اعتقدت ماكلين التي كانت تلاحظ علاقة المخرج مع الأبطال الذكور أن الأمر يصل إلى «الوله المهني». 

## روابط خارجية
- جاك ليمون على موقع IMDb (الإنجليزية)
- جاك ليمون على موقع الموسوعة البريطانية (الإنجليزية)
- جاك ليمون على موقع روتن توميتوز (الإنجليزية)
- جاك ليمون على موقع مونزينجر (الألمانية)
- جاك ليمون على موقع ألو سيني (الفرنسية)
- جاك ليمون على موقع ميوزك برينز (الإنجليزية)
- جاك ليمون على موقع تيرنر كلاسيك موفيز (الإنجليزية)
- جاك ليمون على موقع أول موفي (الإنجليزية)
- جاك ليمون على موقع قاعدة بيانات برودواي على الإنترنت (الإنجليزية)
- جاك ليمون على موقع قاعدة بيانات الأفلام السويدية (السويدية)